# Tweede Kamerverkiezingen 1981/Kandidatenlijst/NVU
Dit is de kandidatenlijst voor de Tweede Kamerverkiezingen 1981 van de Nederlandse Volks-Unie (NVU). De partij deed alleen mee in de kieskringen I ('s-Hertogenbosch), II (Tilburg), III (Arnhem), IV (Nijmegen), XIII (Utrecht), XIV (Leeuwarden), XV (Zwolle), XVI (Groningen) en XVIII (Maastricht).

## De lijst
1. Joop Glimmerveen - 10.096 stemmen
2. F. Zoetmulder (niet in kieskring XIII en XV) - 48
3. Maaike de Vos-Wolsink - 57
4. C. Stello - 16
5. S. Hartmans - 27
6. D.C.A. Burger - 12
7. J. Groen - 10
8. H.B.A. Dirks - 14
9. J.M.W. Versteeg - 10
10. W. Kuypers - 9
11. C.J. van Rijn - 71
12. F.H.P. Grummer - 61
13. D.W.A. van Snippenburg - 42
14. Th.W. Lodder - 34
15. M.M. van Gogh - 134

PvdA · CDA · VVD · D'66 · SGP · PPR · CPN · GPV · PSP · Rechtse Volkspartij · DS'70 · RKPN · Partij van Rijksgenoten · Kleine Partij · God Met Ons · Nederlandse Evolutie Partij · Leefbaar Nederland · SP · De Vrede Partij · RPF · Realisten '81 · IKB · NVU · Centrumpartij · Partij tot Likwidatie van Nederland · Wereld Welzijns Bewustwording · EVP · SOS
1977 · 1981 · 1982